# Highbury & Islington (metropolitana di Londra)
Highbury & Islington è una fermata della metropolitana di Londra situata nel London Borough of Islington nella parte nord di Londra. Serve i sobborghi di Highbury e Islington. La stazione è spesso abbreviata in Highbury.
La stazione è situata sulla Victoria Line, tra Finsbury Park e King's Cross St. Pancras, e sulla Northern City Line, fino al 1975 parte anch’essa della metropolitana e poi venduta alla National Rail. Rappresenta la parte sotterranea della stazione sovrastante, e fa parte della Travelcard Zone 2.

## Storia
La stazione attuale è il risultato della fusione di due stazioni precedenti. La prima si trovava nel sito della stazione esistente. Fu costruita nel 1872 dalla North London Railway (NLR) in stile neogotico con un ingresso carrale.

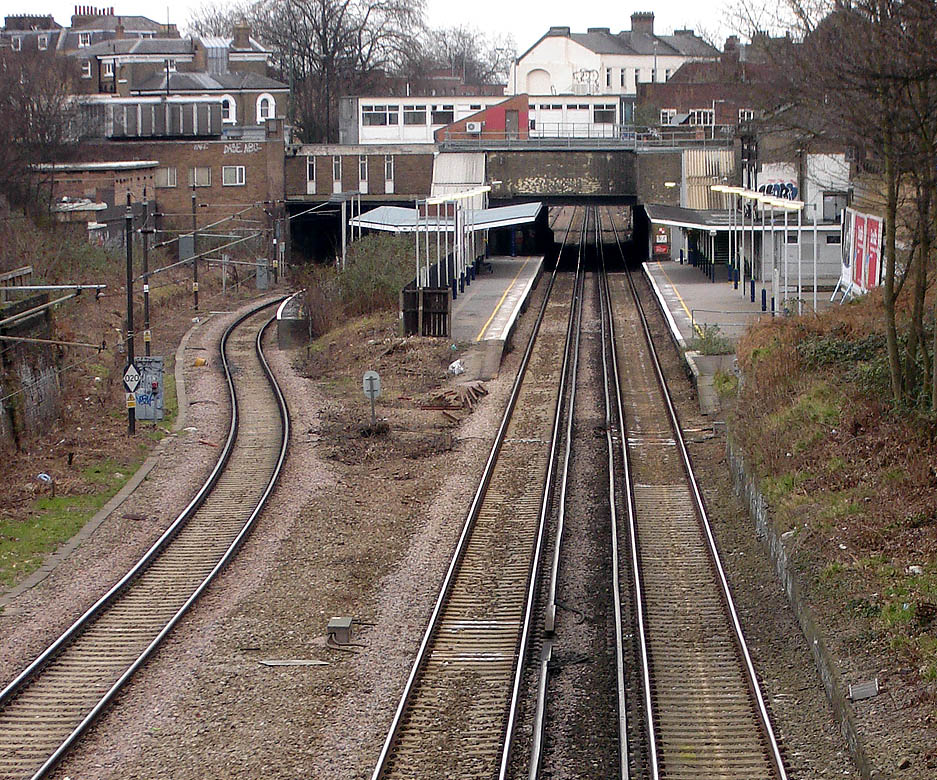
L'inusuale disposizione dei binari, che mostra il binario "per usi speciali" sul binario elettrificato in alternata sulla sinistra, normalmente utilizzato dai treni merci.

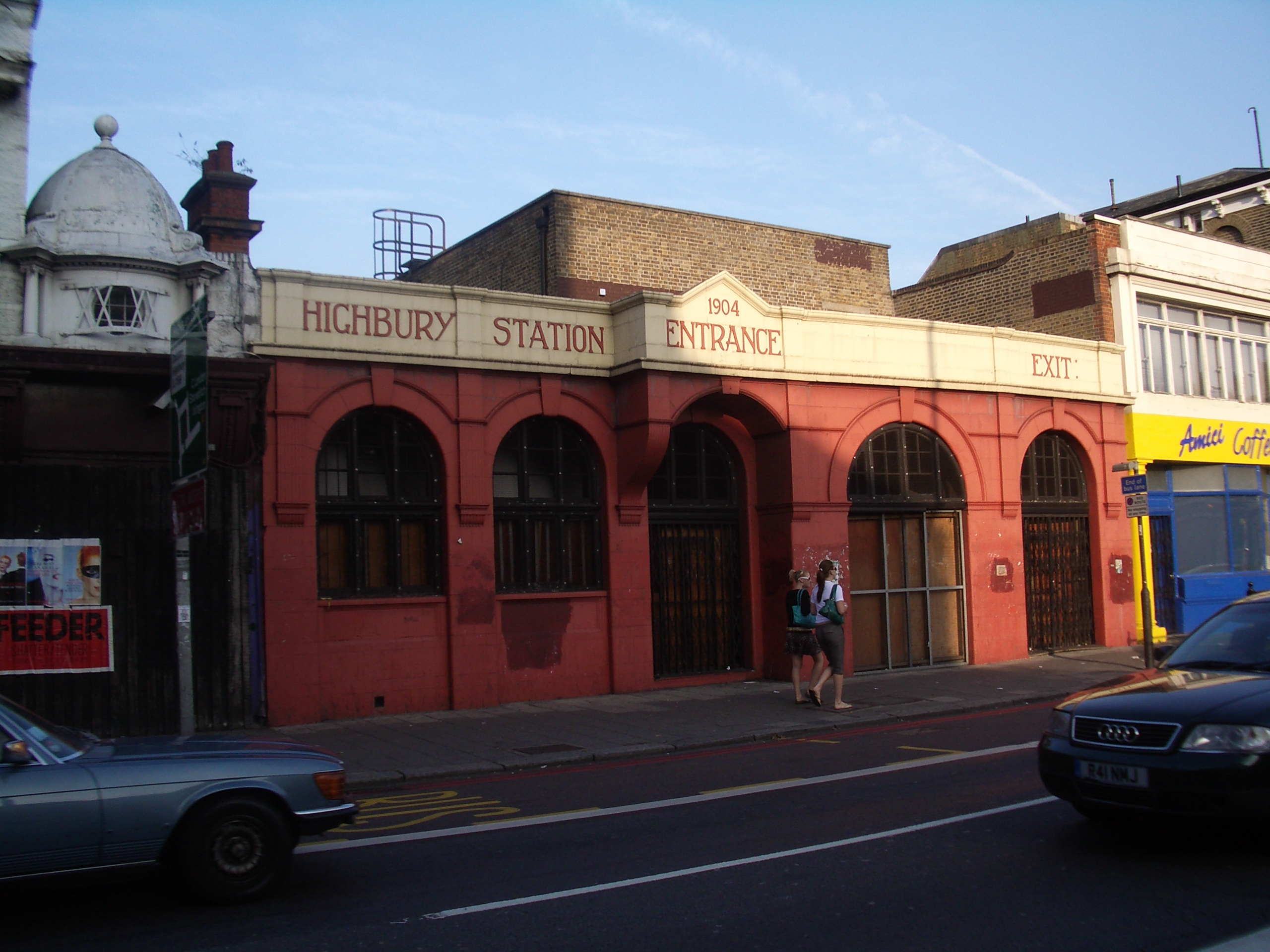
L'entrata della stazione originale della GN&CR, di fronte all'entrata attuale

La seconda stazione era sul lato opposto di Holloway Road. Fu aperta il 28 giugno 1904 dalla Great Northern & City Railway (GN&CR) sulla linea tra Finsbury Park e Moorgate. Questa linea e la stazione furono gestite dalla Metropolitan Railway e dai suoi successori dal 1913 al 1975, quando furono trasferite alla British Rail, ed allora era conosciuta come Northern City Line. I treni non passano per la Northern City la sera tardi ed i fine settimana, essendo deviate a King's Cross.
La stazione della NLR fu danneggiata da una bomba volante V1 che cadde su Highbury Corner il 27 giugno 1944, mentre l'edificio principale della stazione rimase in uso fino alla demolizione negli anni 1960, prima dell'apertura della Victoria Line. Gli edifici delle pensiline originali sono tuttora visibili sul binario direzione ovest, e c'è un piccolo resto dell'entrata dell'edificio originale alla sinistra dell'attuale entrata della stazione.
L'attuale edificio ad un solo piano fu costruito negli anni 1960 per l'apertura della Victoria Line avvenuta il 1º settembre 1968 e fornisce un'entrata comune per tutte le linee che passano per la stazione. Quando si aprirono le scale mobili per i binari profondi, l'edificio della stazione della GN&CR fu chiuso. Questa entrata inutilizzata esiste tuttora,e fu restaurata esternamente nel 2006. Viene riutilizzata per contenere i sistemi moderni di segnalazione della Victoria Line.

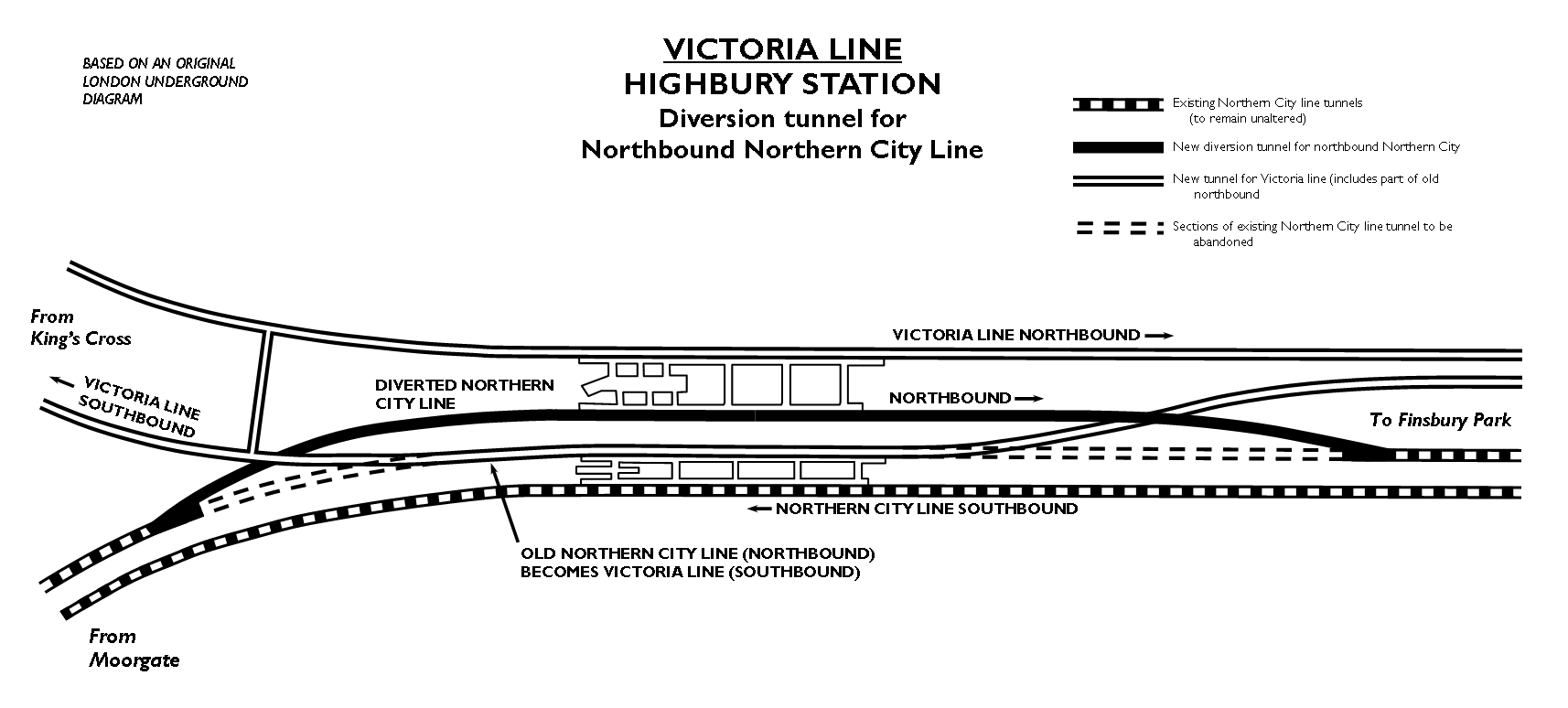
Mappa dei binari profondi a Highbury & Islington con i cambiamenti dovuti all'apertura della Victoria Line

Il percorso della Victoria Line fu disegnato in modo tale da fornire il maggior numero possibile di interscambi con altre linee della Metropolitana e della British Rail e, dove possibile, questi interscambi furono progettati per essere semplicemente connessioni tra binari diretti nella stessa direzione. Per facilitarlo, a Highbury & Islington, il binario direzione nord della NCL fu convertito nel binario direzione sud della Victoria Line, dando alla nuova linea un collegamento diretto al binario direzione sud della NCL. Furono costruiti due nuovi binari per i passeggeri diretti a nord lungo la Victoria Line e la NCL. La galleria direzione nord della NCL fu deviata per collegarsi al nuovo binario e la galleria direzione sud della Victoria si collegò alla vecchia galleria direzione nord della NCL a poca distanza dalla stazione, in entrambi i lati.

## Galleria d'immagini
Linea Victoria- La piattaforma vista da nord

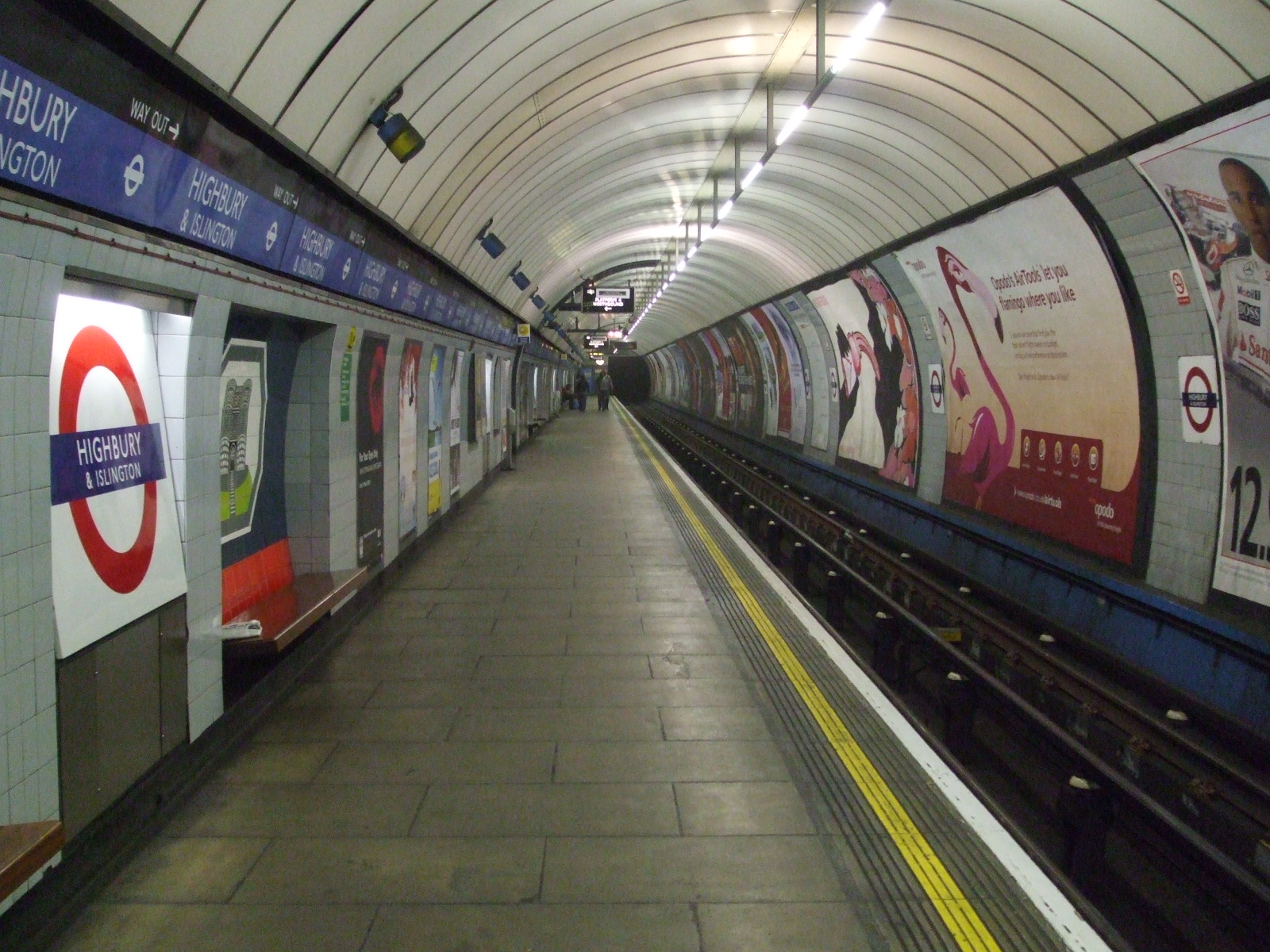
La piattaforma vista da sud
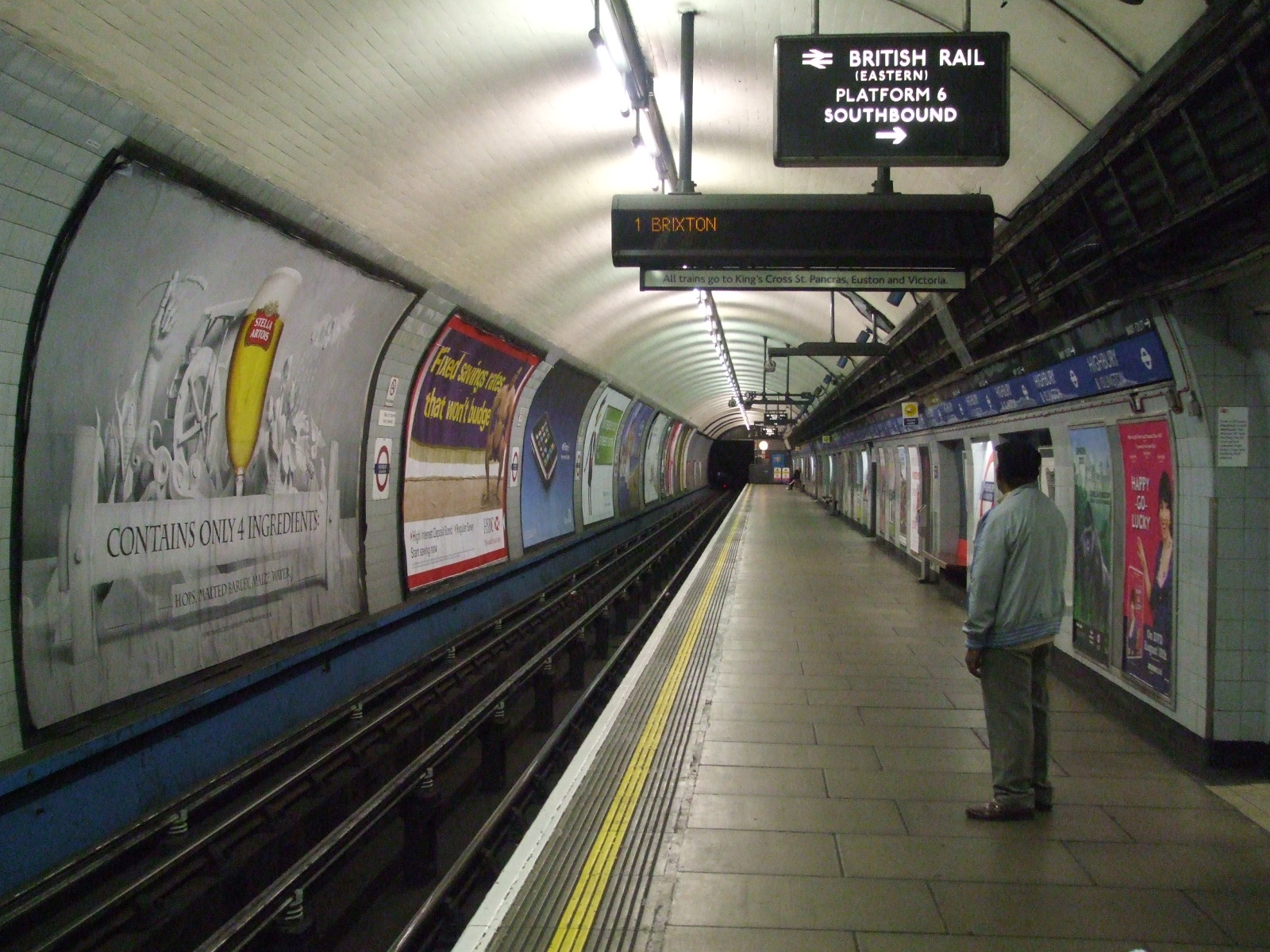
La piattaforma vista da sud
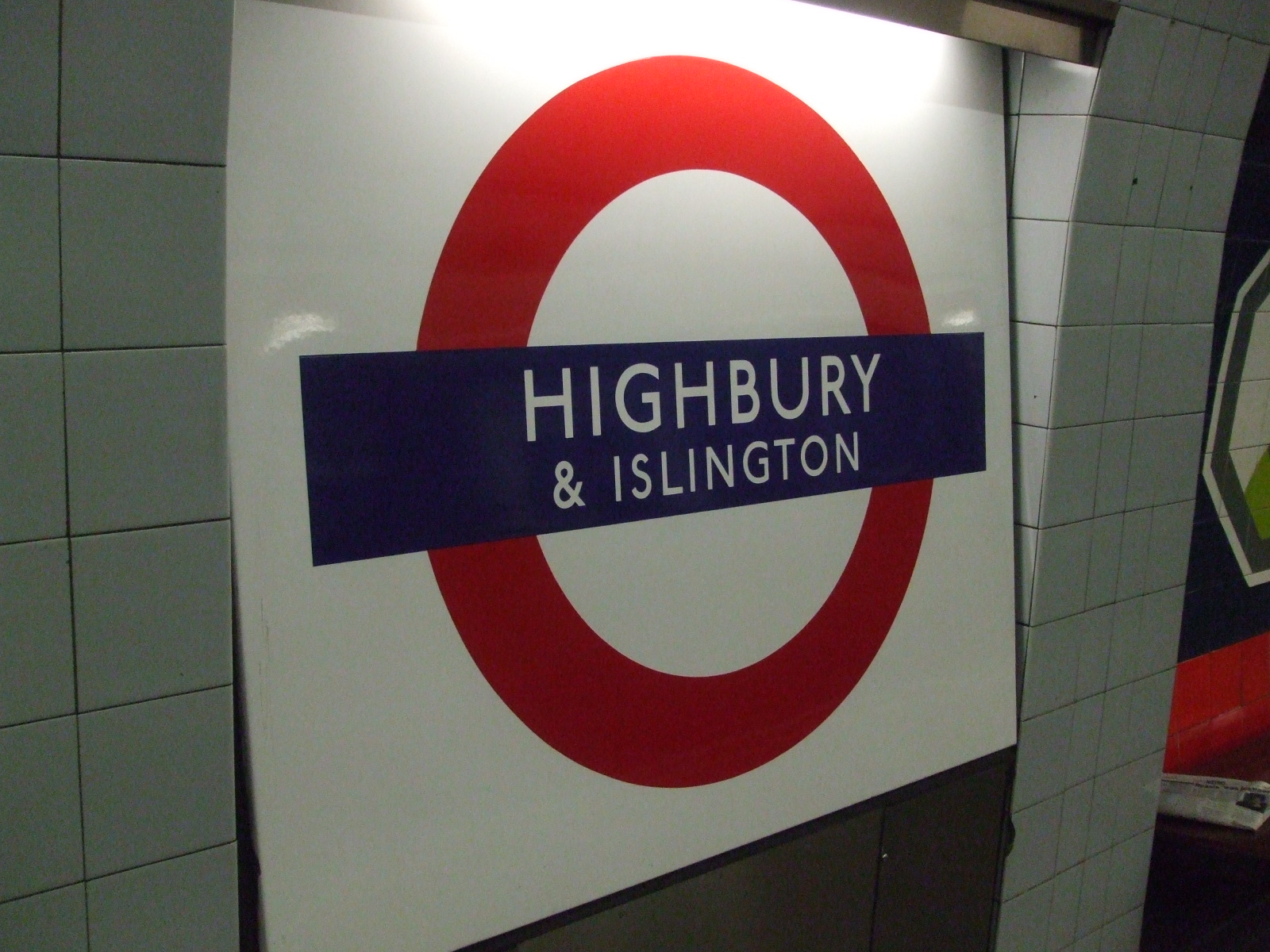
Roundel della stazione

National Rail- Piattaforma nord, vista in direzione sud

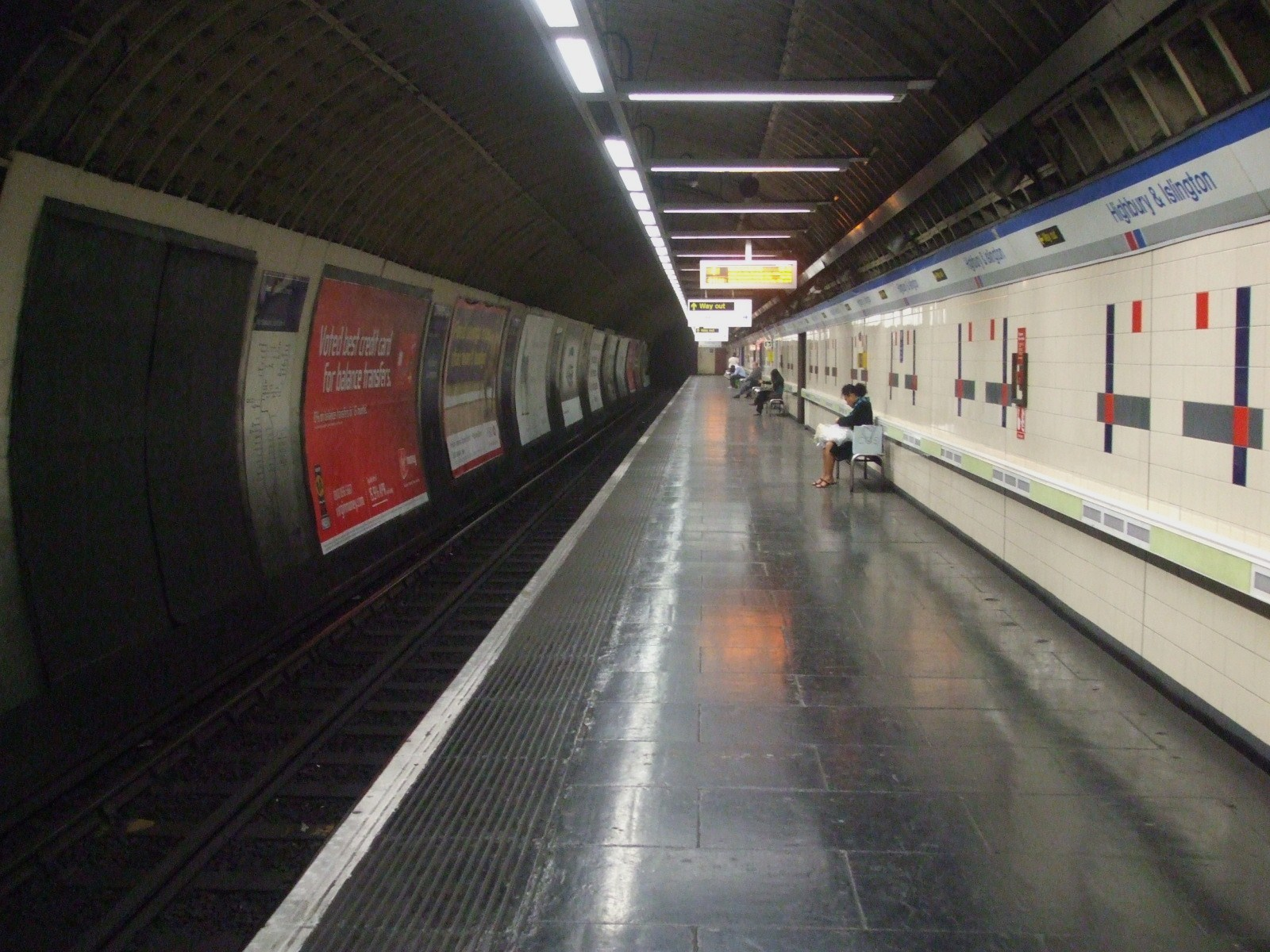
Piattaforma sud, vista in direzione nord
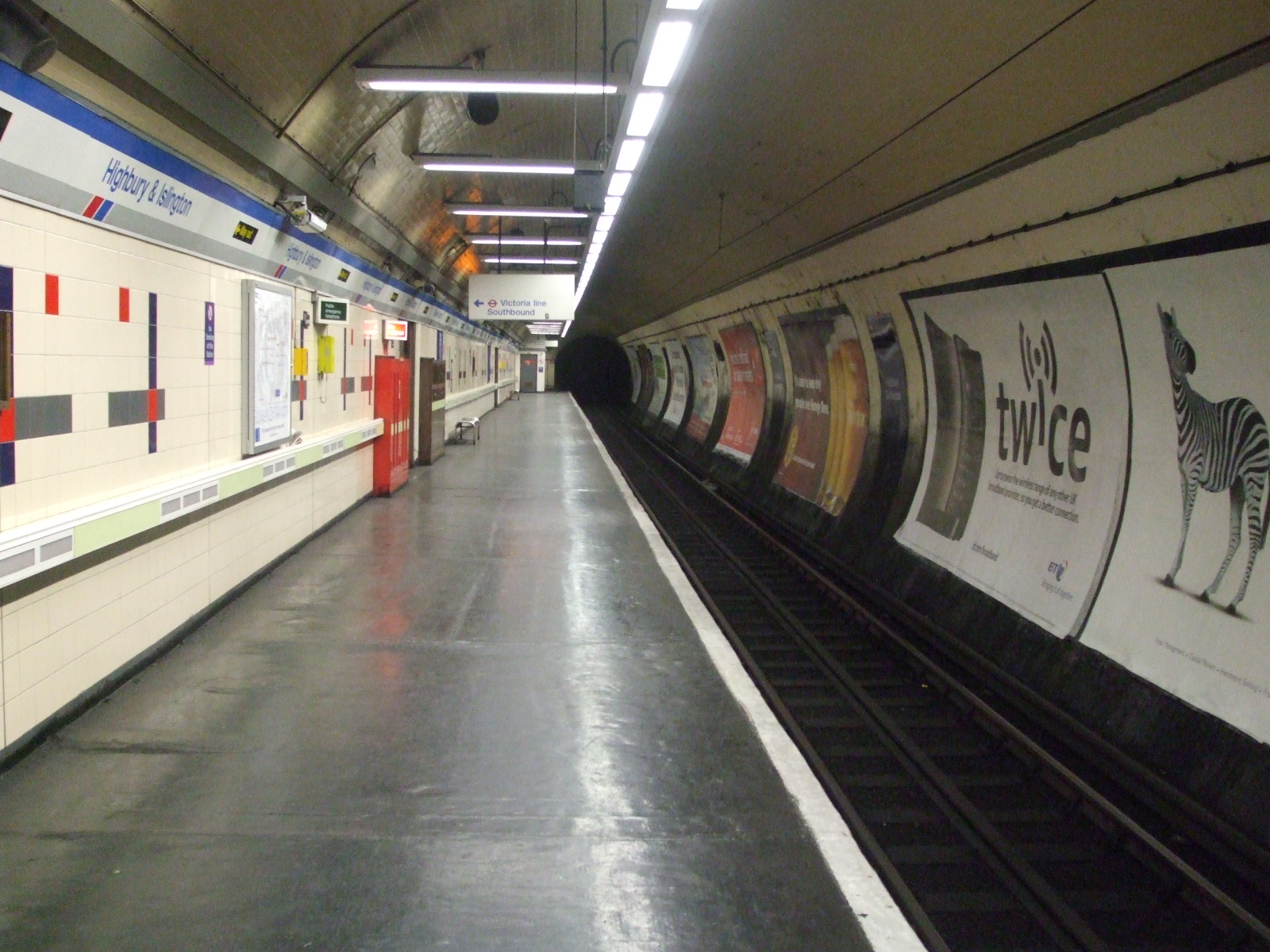
Piattaforma sud, vista in direzione nord
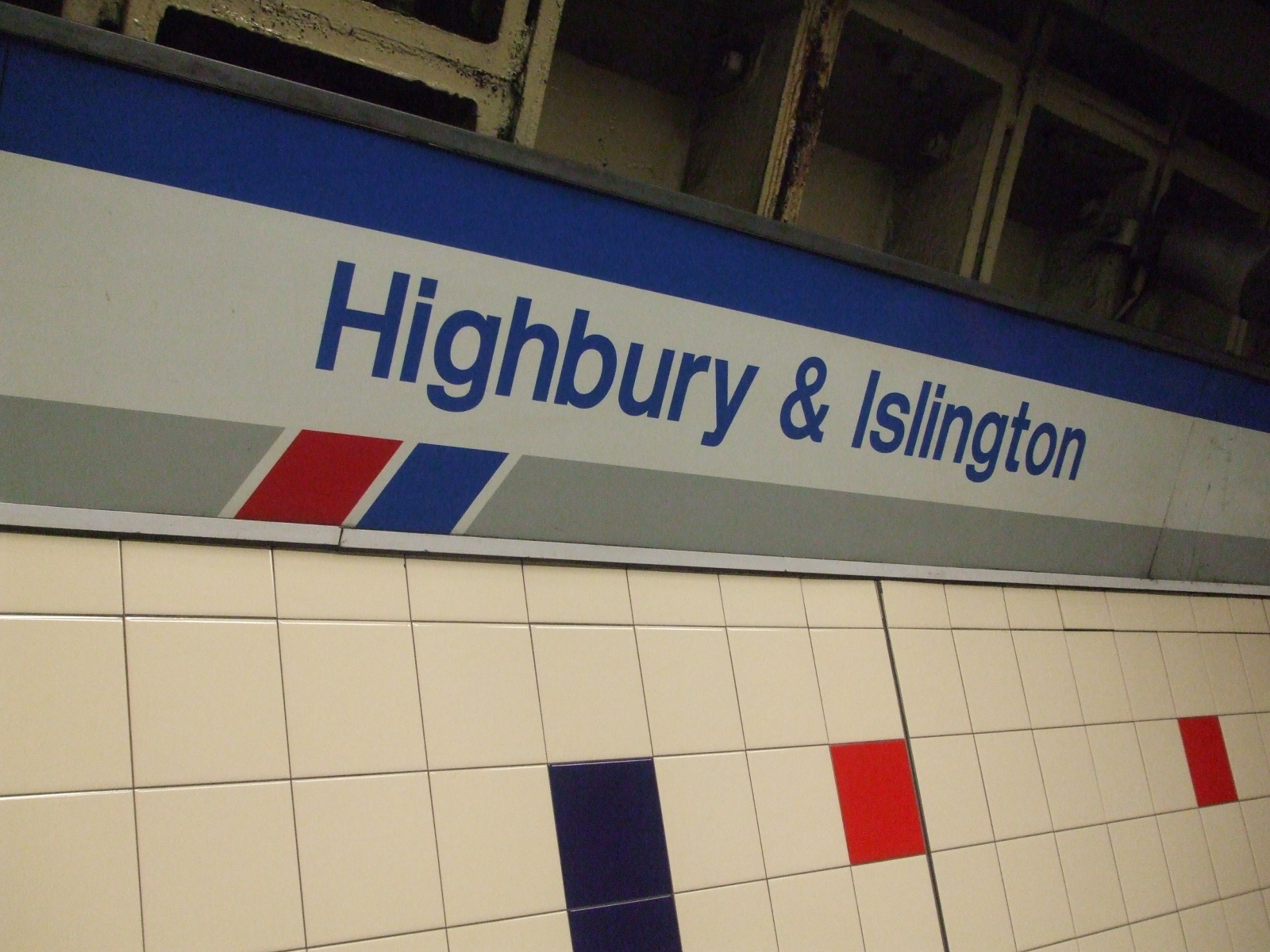
Insegne sulla piattaforma nello stile del Network Southeast degli anni ottanta
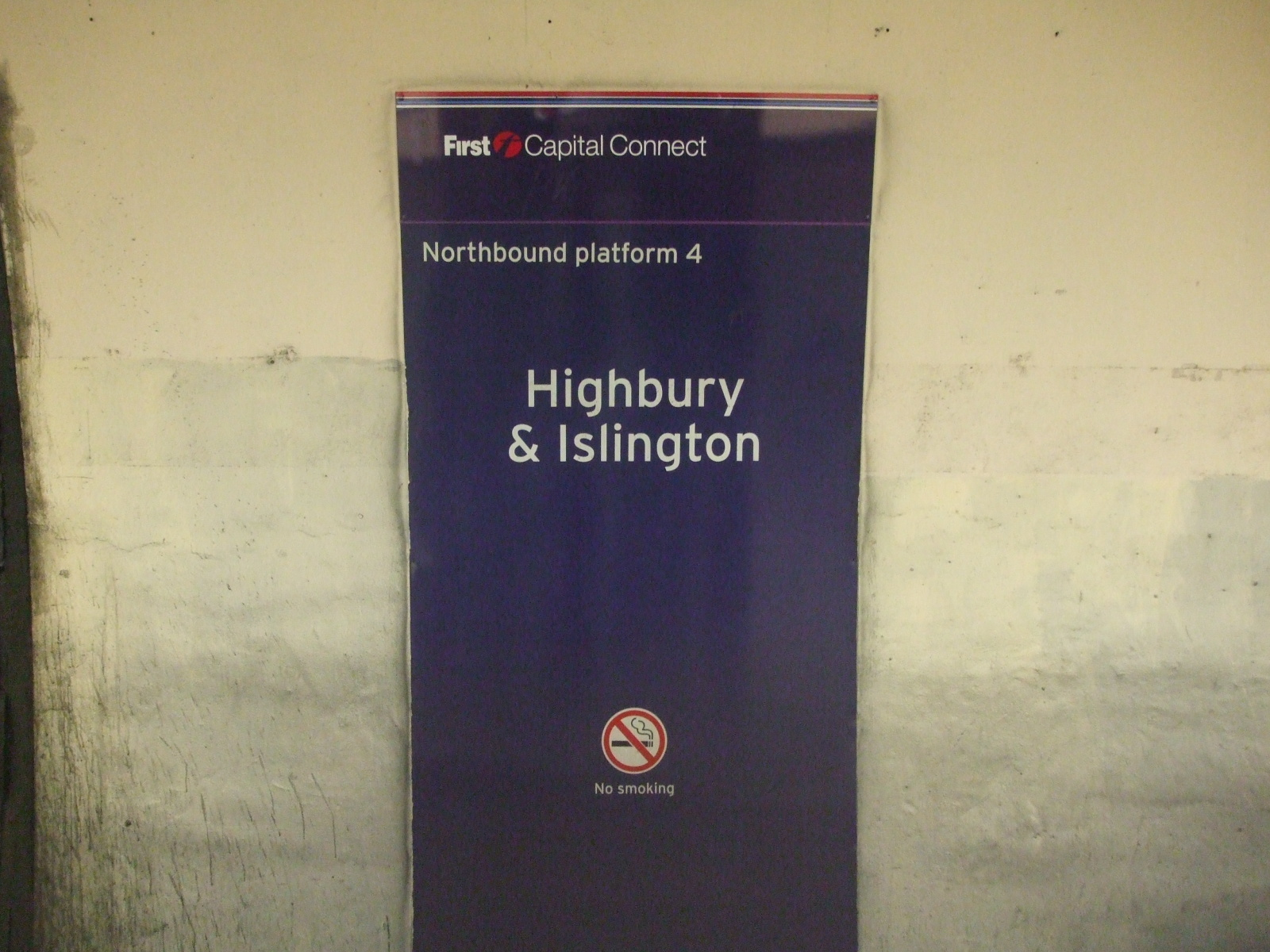
Insegne sulla piattaforma nello stile del precedente operatore, la West Anglia Great Northern (WAGN)